# Five Days from Home
Pour plus de détails, voir Fiche technique et Distribution.
Five Days from Home est un film américain réalisé par George Peppard et sorti en 1979.

## Synopsis
Un ex-policier, accusé à tort d'avoir tué l'amant de sa femme, s'évade d'un pénitencier de Louisiane quelques jours avant d'être libéré pour se rendre au chevet de son fils qui vient d'être gravement accidenté. Malgré un implacable policier lancé à sa poursuite, il secourra plusieurs personnes sur sa route avant d'atteindre la Californie où son fils est hospitalisé.   

## Fiche technique
- Titre original : Five Days from Home
- Réalisation : George Peppard
- Scénario : William Moore
- Musique : Bill Conti
- Parolier : Norman Gimbel
- Photographie : Harvey Genkins
- Son : Jay M. Harding, Bill Wistrom
- Montage : Samuel E. Beetley
- Langue de tournage : anglais
- Tournage extérieur :
  - Californie : Los Angeles
  - Louisiane : Louisiana State Penitentiary (Angola), Springhill
  - Nouveau-Mexique : Albuquerque, Española, Las Vegas, Santa Fe
- Producteur : George Peppard
- Sociétés de production : Long Rifle, Winchester
- Société de distribution : Universal Pictures
- Format : couleur — 35 mm — son monophonique
- Genre : thriller, road movie
- Durée : 108 minutes
- Pays de production :  États-Unis
- Langue : anglais
- Date de sortie : 
  - États-Unis : janvier 1979

## Distribution
- George Peppard : T. M. Pryor
- Victor Campos : Jose Stover
- Neville Brand : l'inspecteur Markley
- Sherry Boucher : Wanda Dulac
- Robert Donner : Baldwin
- Ronnie Claire Edwards : Marian
- Jessie Lee Fulton : Madame Peabody
- William Larsen : J. J. Bester
- Robert Magruder : le colonel
- Savannah Smith Boucher : Georgie Haskin